# مرموط أصفر البطن
مرموط أصفر البطن (الاسم العلمي:Marmota flaviventris) (بالإنجليزية: yellow-bellied marmot)‏ هو نوع من الحيوانات يتبع جنس المرموط من فصيلة سنجابية.